# Paradise (Guyana)
Paradise is een plaats in Guyana en is de hoofdplaats van de regio Demerara-Mahaica.
Paradise telde naar 2,050 inwoners in 2012. Tot 2009 was het de hoofdplaats van de regio, maar de kantoren waren in 2006 door verbrand verwoest, en zijn naar Triumph verhuisd.
Beterverwagting · Buxton · Georgetown · Paradise · Providence · Soesdyke · St. Cuthbert's Mission · Timehri · Triumph · Victoria